# Музична палеографія
Музична палеографія (грец. παλαιóς — давній, грец. γράφειν — писати) — наукова і дидактична дисципліна, що вивчає музичну нотацію. Основним завданням є вивчення історії письма (теоретичний аспект) та вироблення практичних навиків прочитання давніх нотацій (практичний аспект): старогрецької, візантійської невменної, слов'яноруської кулизмяної (знаменної), київської квадратної ноти(лінійно-мензуральної), західної латинської нотації. Здатність прочитання і транскрипції давніх знаків і нот на сучасну нотацію дає змогу цілісно розкрити історію розвитку музики, зрозуміти теоретичні і виконавські особливості музичних стилів. Палеографія осмислює закономірності розвитку письма, взаємозв'язок між суспільним розвитком і створенням нових форм і способів запису музичних текстів.

## Історія
Термін палеографія у значенні нотного тексту вперше використав французький дослідник Б. Монфокон на початку XVIII сторіччя, назвавши свою працю «Про грецьку палеографію». Його справу у вивченні нотного письма стали Е. Кусмакер, Г. Ріман, О. Фляйшер, П. Вагнер, Д. Моккеро, Ж. Тібо, Й. Вольф, Е. Веллеш, Г. Тільярд, К. Г'юг, М.Велімірович, О. Странк, К. Флорос, Ґ. Вольфрам та ін. Значний внесок у дослідження слов'янської півчої палеографії вклали російські науковці Д. Разумовський, С. Смоленський, В. Металлов, А. Преображенський, І. Вознесенський, М. Успенський, М. Бражніков і новітня генерація. Дослідження музичної нотації продовжилися у працях грецьких, американських, зокрема, українських медієвістів XX—XXI ст. Ф. Стешка, М. Антоновича, О. Цалай-Якименко, Ю. Ясіновського, Л. Корній, О. Шевчук, М. Качмар, І. Міщенко та ін.

## Завдання
Палеографія вивчає еволюцію музичного тексту, записаного літерами, спеціальними знаками-невмами та нотами. Основними завданнями є:
- навички датування нотних текстів, зокрема літургійних нотних книг, визначення території походження рукописів (за графікою письма та мовними ознаками); необхідні певні знання мов: грецької, латинської, церковнослов'янської.
- встановлення основного тексту, різних вставок, доповнень, визначення й осмислення помилок, писарських чи друкарських;
- вивчення типів нотації: адіастематична, діастематична, ідеографічна, змішана, невменна, лінійна, хоральна, мензуральна, чорна, біла, квадратна, київська, італійська та ін.;
- зовнішні ознаки рукописних пам'яток, еволюція письма, часові і локальні особливості;
- прочитання і осмислення звукового простору музичного твору;
- використання історичного, порівняльно-статистичного, семіографічного, семіологічного та інших методів дослідження матеріалу;
- опрацювання теоретичних трактатів, невменних азбук та лінійно-мензуральних;
- публікація факсимільних видань рукописів з коментарями та дослідженнями, зразками транскрипцій на лінійну нотацію.